# Slutet hölje
Inom matematik är det slutna höljet till en mängd M mängden av alla punkter som, intuitivt uttryckt, ligger "nära" M.

## Definition
Låt M vara en mängd och låt L vara mängden av alla M:s randpunkter. Då definieras det slutna höljet av M som unionen av M och L:
{\displaystyle {\overline {M}}=M\cup L}
Detta kan även uttryckas som att slutna höljet till M är M med sin rand:
{\displaystyle {\overline {M}}=M\cup \partial M}

## Egenskaper
Det slutna höljet har följande egenskaper:
{\displaystyle M\subseteq {\overline {M}}}.
{\displaystyle {\overline {M}}} är den minsta slutna mängden som innehåller M.
{\displaystyle {\overline {M}}} är snittet av alla slutna mängder som innehåller hela M.
{\displaystyle M} är sluten om och endast om {\displaystyle {\overline {M}}=M}.
Om {\displaystyle M\subset N} så följer att {\displaystyle {\overline {M}}\subset {\overline {N}}}.
Ibland används den andra eller den tredje egenskapen som definitionen av det slutna höljet.

## Exempel
- I alla rum X så är det slutna höljet av den tomma mängden den tomma mängden och {\displaystyle {\overline {X}}=X}.
- Det slutna höljet till det öppna intervallet {\displaystyle ]0,1[} är det slutna intervallet {\displaystyle [0,1]}.
- Det slutna höljet till de rationella talen är de reella talen, man säger att de rationella talen är en tät delmängd till de reella talen.
- I komplexa talplanet är det slutna höljet av {\displaystyle |z|<1\,} (den öppna skivan) lika med {\displaystyle |z|\leq 1} (den slutna skivan).

## Slutet hölje som operator
I ett rum X, låt M vara en mängd, {\displaystyle M^{-}} det slutna höljet till M och {\displaystyle M^{o}} det inre till M. Följande samband kopplar ihop det slutna höljet med det inre:
- {\displaystyle M^{-}=X\setminus (X\setminus M)^{o}}
- {\displaystyle M^{o}=X\setminus (X\setminus M)^{-}}

Där {\displaystyle X\setminus M} är komplementet till M i X. Kan även utläsas X (mängd)minus M.